# Carlos David Cano Marín
Carlos Cano Marín (Berja, 17 de desembre de 1972) és un exfutbolista andalús, que jugava com a porter.

## Trajectòria
Es va formar a les categories inferiors del Reial Madrid, arribant a l'equip B al 1992. Després de ser titular amb el filial blanc durant la 92/93, i passar l'any següent en blanc a l'ombra de Buyo, a l'estiu de 1994 va ser enviat al Celta de Vigo, dins de l'operació de fitxatge de Santiago Cañizares.
Va iniciar la temporada com a titular al conjunt gallec, condició que va perdre a la setena jornada en benefici de Patxi Villanueva. En total, eixa campanya apareixeria en 11 partits. A l'any següent recala al Reial Oviedo, on és suplent els dos anys que hi roman, tot jugant-hi un total de set partits.
En busca d'oportunitats, començada la temporada 97/98 fitxa per l'Albacete Balompié. Va estar sis anys a l'equip manxec, tots ells a Segona Divisió. Cano va combinar campanyes amb certa regularitat amb altres que fou suplent. La més destacada va ser la 00/01, amb 29 partits disputats.
La temporada 03/04 marxa a la UD Almeria. Allà tindria una correcta primera temporada, per retornar a la banqueta la temporada 04/05, al final de la qual hi penjaria les botes.